# كلارنس هانغرفورد ويب
كلارنس هانغرفورد ويب (بالإنجليزية: Clarence Hungerford Webb)‏ هو عالم إنسان أمريكي، ولد في 25 أغسطس 1902، وتوفي في 1991.